# Quiroga (kommun i Mexiko)
Quiroga är en kommun i Mexiko.   Den ligger i delstaten Michoacán de Ocampo, i den södra delen av landet, 250 km väster om huvudstaden Mexico City. Quiroga ligger vid sjön Lago de Pátzcuaro.
Följande samhällen finns i Quiroga:
- Quiroga
- Santa Fé de la Laguna
- San Andrés Ziróndaro
- Caríngaro
- Colonia el Cárcamo